# العلاقات الأوكرانية الجزائرية
العلاقات الأوكرانية الجزائرية هي العلاقات الثنائية بين أوكرانيا والجزائر. اعترفت الجزائر باستقلال أوكرانيا عام 1992. أقام البلدان علاقات دبلوماسية عام 1993. لدى أوكرانيا سفارة في الجزائر (افتتحت عام 1999)، وللجزائر سفارة في كييف.

## التاريخ
اعترفت الجزائر باستقلال أوكرانيا عام 1992. أقام البلدان علاقات دبلوماسية متبادلة عام 1993. تبع ذلك التوقيع على اتفاقيات تجارية وعسكرية بين البلدين في الفترة (1993–1994).
كانت العلاقات الاقتصادية بين أوكرانيا السوفيتية والجزائر كبيرة بعض الشيء، نتيجة كون الاتحاد السوفيتي أحد أكبر وأبرز الداعمين لاستقلال الجزائر. كما يعود لاحتواء أوكرانيا على جزء كبير من المصانع السوفيتية (تحديداً في مجال صناعة الطيران)، ولوقوع ميناء أوديسا في هذا القسم من الاتحاد السوفيتي. ظلت العلاقات الاقتصادية بين البلدين قائمة بعد إعلان أوكرانيا لاستقلالها. وبقيت الجزائر ومصر خلال أوائل القرن الواحد والعشرون أهم شريكين تجاريين لأوكرانيا في منطقة الشرق الأوسط وشمال أفريقيا.
أبطئت الاتصالات السياسية بين البلدين من تطور الاتصالات الاقتصادية، فلم يزور وزير الخارجية الأوكراني آنذاك آناتولي زلينكو الجزائر إلا في ديسمبر عام 2002. وفقاً لما لاحظه المحللون الأوكرانيون حينها، فقد كانت إحدى أولويات أوكرانيا في تطوير علاقاتها مع بلدان منطقة شمال أفريقيا هو العمل على زيادرة آفاق التعاون الاقتصادي عبر الانتقال من تصدير المعادن والمواد الغذائية والكيميائية إلى بيع الطائرات المدنية والعسكرية وغيرها من المنتجات التقنية المتطورة. أقيم معرض للمنتجات الأوكرانية في الجزائر حمل اسم «الجزائر-أوكرانيا» في نفس العام، كما تم التوقيع على اتفاقية ضريبية.
بلغ حجم التبادل التجاري الكلي بين البلدين إلى 355 دولار عام 2003، واشتمل هذا التبادل على الأقل بعض صفقات الأسلحة. فمثلاً أفادت تقارير عام 2003 عن أن أوكرانيا باعت الجزائر 5 مقاتلات ميج-29 و 16 مروحية من نوع مي-24، واستعادت بالشراء بعض مقاتلات ميغ-21 القديمة.
توصل البلدان عام 2007 إلى اتفاق ثنائي للتعاون في الاستخدام السلمي للفضاء الخارجي. توصلت أوكرانيا عام 2008 لاتفاق مع الجزائر يتعلق بتزويد خدمات الصيانة والإصلاح والتحديث لمجموعة كبيرة من المعدات السوفيتية (جزء منها أوكراني الصنع) التي يستخدمها الجيش الجزائري. ووقع وزيري دفاع البلدين على الاتفاق خلال زيارة لوزير الدفاع يوري يخونوروف، وقد نص الاتفاق أيضاً على تبادل بعثات الملحق العسكري بين البلدين. وفقاً لما ورد في تقارير أخبارية، فقد زار مسؤولين جزائريين رفيعي المستوى أوكرانيا وتركز اهتمامهم على زيارة شركات طيران أوكرانية (مثل أنتونوف) ومنشأة إصلاح العربات المصفحة في كييف.
بلغ التبادل التجاري لأوكرانيا مع الجزائر 300 مليون دولار عام 2009، ولكنه تراجع في السنوات التالية.

## وصلات خارجية
- وزارة الخارجية الجزائرية حول العلاقات مع أوكرانيا (بالفرنسية)
- السفارة الأوكرانية في الجزائر (بالفرنسية)